# Widerstand

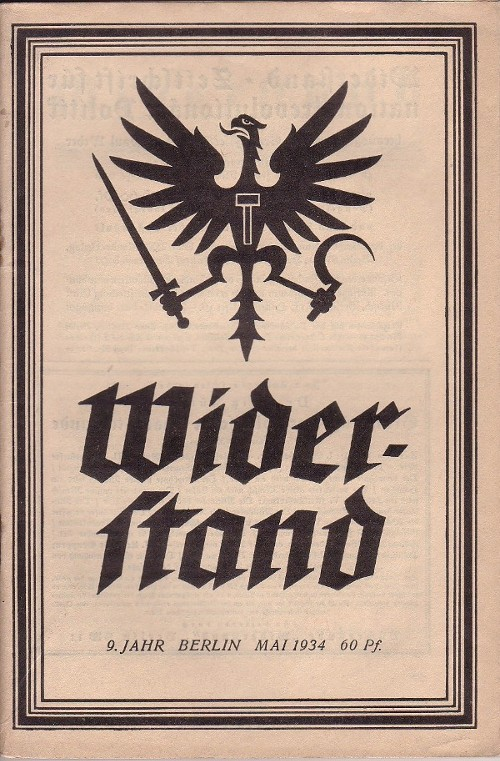
Couverture de Widerstand (mai 1934), avec l'Aigle de Widerstand.

Widerstand. Zeitschrift für nationalrevolutionäre Politik (traduction de l'allemand : « Résistance. Magazine pour la politique nationale-révolutionnaire ») était un magazine mensuel créé en Allemagne en 1926 pour défendre le nationalisme révolutionnaire. Il a été publié à Berlin , sous la direction d'Ernst Niekisch. Les contributeurs éminents comprenaient Ernst Jünger, Friedrich Georg Jünger, August Winnig et Joseph E. Drexel. Le journal a été fermé en décembre 1934. Après un certain temps dans la clandestinité, Niekisch a été arrêté et détenu dans les camps de concentration nazis de 1937 à 1945.

## Histoire
Ernst Niekisch, l'un des théoriciens du nationalisme révolutionnaire allemand, a préconisé une politique anti-occidentale (principalement : anti-parlementaire-démocratique). Il a été un théoricien éminent « national-révolutionnaire » pendant la République de Weimar et sous le « Troisième Reich ». En 1919, il présida le Conseil central des conseils ouvriers, paysans et soldats de Bavière et, dans les années qui suivirent, tenta de persuader les ouvriers d'assumer leur tâche révolutionnaire mondiale et en même temps nationale. Ce faisant, il a influencé l'aile gauche du Parti national-socialiste des travailleurs allemands (NSDAP) autour de Gregor Strasser. En 1926, il fonde la revue Widerstand. Elle est devenue le porte-parole du national-bolchévisme. Avec sa femme, Niekisch a dirigé la maison d'édition de Widerstand. À partir de 1928, le sous-titre du journal était « Zeitschrift für nationalrevolutionäre Politik ». En 1928, il a commencé à travailler avec le graphiste A. Paul Weber, qui a conçu des portraits caricaturaux politico-satiriques, des représentations satiriques-allégoriques d'animaux et des dessins pour le magazine. L'une des plus connues est la lithographie Das Gerüch.
Parmi les contributeurs, on compte les écrivains Ernst Jünger, Friedrich Georg Jünger, Joseph E. Drexel, Gustav Sondermann, l'ancien fonctionnaire de l'Association pangermanique, H. Armstrong, Hans Bäcker, Roderich von Bistram , Friedrich Gregorius, Wilfried Knöpke, Otto Nickel, Otto Petras, Spektator, Eugen Schmahl (peut-être en partie des pseudonymes) et Ernst von Salomon.